# Barysch (Sura)
Der Barysch (russisch Бары́ш) ist ein rechter Nebenfluss der Sura in der russischen Oblast Uljanowsk.
Der Barysch entspringt auf der Wolgaplatte. Er fließt in überwiegend nördlicher Richtung an den Kleinstädten Barysch und Karsun vorbei und mündet nach 247 km rechtsseitig in die ebenfalls nach Norden strömende Sura. Der Barysch entwässert ein Areal von 5800 km². Wichtige Nebenflüsse sind Karsunka (links) sowie Bolschaja Jakla, Uren und Maina (rechts). 
Der Barysch wird hauptsächlich von der Schneeschmelze und von Niederschlägen gespeist. Zwischen November und April ist der Fluss eisbedeckt.